# Thomas Hellström
Thomas Hellström, född 1924 i USA och uppvuxen i Göteborg, död 2006, var en svensk keramiker och keramisk formgivare vid Nittsjö keramikfabrik.
Hellström bosatte sig i Rättvik 1958 och var formgivare och tekniker vid Nittsjö 1958–2006.
Hellström utbildade sig på Slöjdföreningen i Göteborg, Tekniska skolans konstlinje i Stockholm och Högre konstindustriella skolan i Stockholm. Han är representerad på Dalarnas museum, Nationalmuseum och Hallands konstmuseum.
Hellström formgav Nittsjös kanske största försäljningssuccé. Bruksföremålen i serien T40 från 1960-talet fick smeknamnet Thomas blå.
Thomas Hellström arbetade även med offentliga utsmyckningar. Han var farbror till Nina Bondeson.

### Fotnoter
1. 1 2 3 4 5  Sveriges dödbok 1830–2020, åttonde utgåvan, Sveriges Släktforskarförbund, november 2021, läst: 7 augusti 2022.[källa från Wikidata]
2. ↑  Nationalmuseum
3. ↑  Hallands konstmuseum
4. ↑  Nittsjö keramik